# 반도 말레이시아

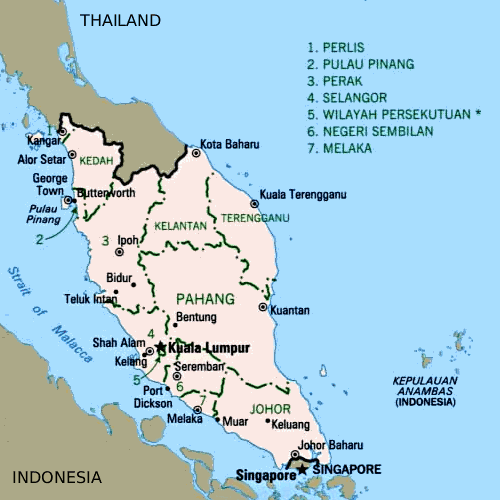
반도 말레이시아의 위치

반도 말레이시아(말레이어: Semenanjung Malaysia 세메난중 말레이시아[*]) 또는 서말레이시아(말레이어: Malaysia Barat 말레이시아 바랏[*])는 말레이반도에 위치한 말레이시아 영토를 가리키는 용어이다. 전체 면적은 131,598km2, 인구는 약 23,500,000명(2012년 기준)이며 말레이시아 인구와 경제의 약 80%를 차지한다.
북쪽으로는 태국, 남쪽으로는 싱가포르와 국경을 접한다. 서쪽으로는 믈라카 해협을 따라 인도네시아 수마트라섬과 접하고 있고 동쪽으로는 남중국해를 따라 동말레이시아와 접한다. 말레이시아의 11개 주(프를리스주, 크다주, 풀라우피낭주, 페락주, 클란탄주, 트렝가누주, 파항주, 슬랑오르주, 느그리슴빌란주, 믈라카주, 조호르주)와 2개 연방 직할구(쿠알라룸푸르, 푸트라자야)가 이 지방에 속한다.

## 같이 보기
- 동말레이시아
- 말레이시아의 지리
- 황금반도